# Función q-theta
En matemática, la función q-theta (o función theta de Jacobi modificada es un tipo de q-series que es usada para definir series hipergeométricas elípticas. Es definida de la siguiente manera:
{\displaystyle \theta (z;q):=\prod _{n=0}^{\infty }(1-q^{n}z)\left(1-q^{n+1}/z\right)}
donde se toma que 0 ≤ |q| < 1.  Esta obedece las identidades
{\displaystyle \theta (z;q)=\theta \left({\frac {q}{z}};q\right)=-z\theta \left({\frac {1}{z}};q\right).}
También puede expresarse como:
{\displaystyle \theta (z;q)=(z;q)_{\infty }(q/z;q)_{\infty }}
donde {\displaystyle (\cdot \cdot )_{\infty }} es el símbolo q-Pochhammer.